# يو إف سي ليلة القتال: كوفينغتون ضد وودلي
يو إف سي ليلة القتال: كوفينغتون ضد وودلي (بالإنجليزية: UFC Fight Night: Covington vs. Woodley)‏ (المعروف أيضًا باسم يو إف سي ليلة القتال 178، يو إف سي على إي إس بي إن+ 36 14 ويو إف سي فيغاس 11) هو حدث لفنون القتال المختلطة نظمته يو إف سي، أُقيم في 19 سبتمبر 2020، على يو إف سي أبيكس في إنتربرايز، نيفادا، الولايات المتحدة.